# Tapinotaspoides rufescens
Tapinotaspoides rufescens är en biart som först beskrevs av Heinrich Friese 1899.  Tapinotaspoides rufescens ingår i släktet Tapinotaspoides och familjen långtungebin. Inga underarter finns listade i Catalogue of Life.